# Die Bakchen
Die Bakchen (griechisch Βάκχαι Bakchai, lateinisch Bacchae) ist ein Drama des klassischen griechischen Dichters Euripides (* 480 v. Chr.; † 406 v. Chr.). Er schrieb es kurz vor seinem Tod 406 v. Chr. als dritten Teil einer Tetralogie und gewann damit 405 v. Chr. postum den ersten Preis bei den Tragödienwettbewerben in Athen.

## Inhalt

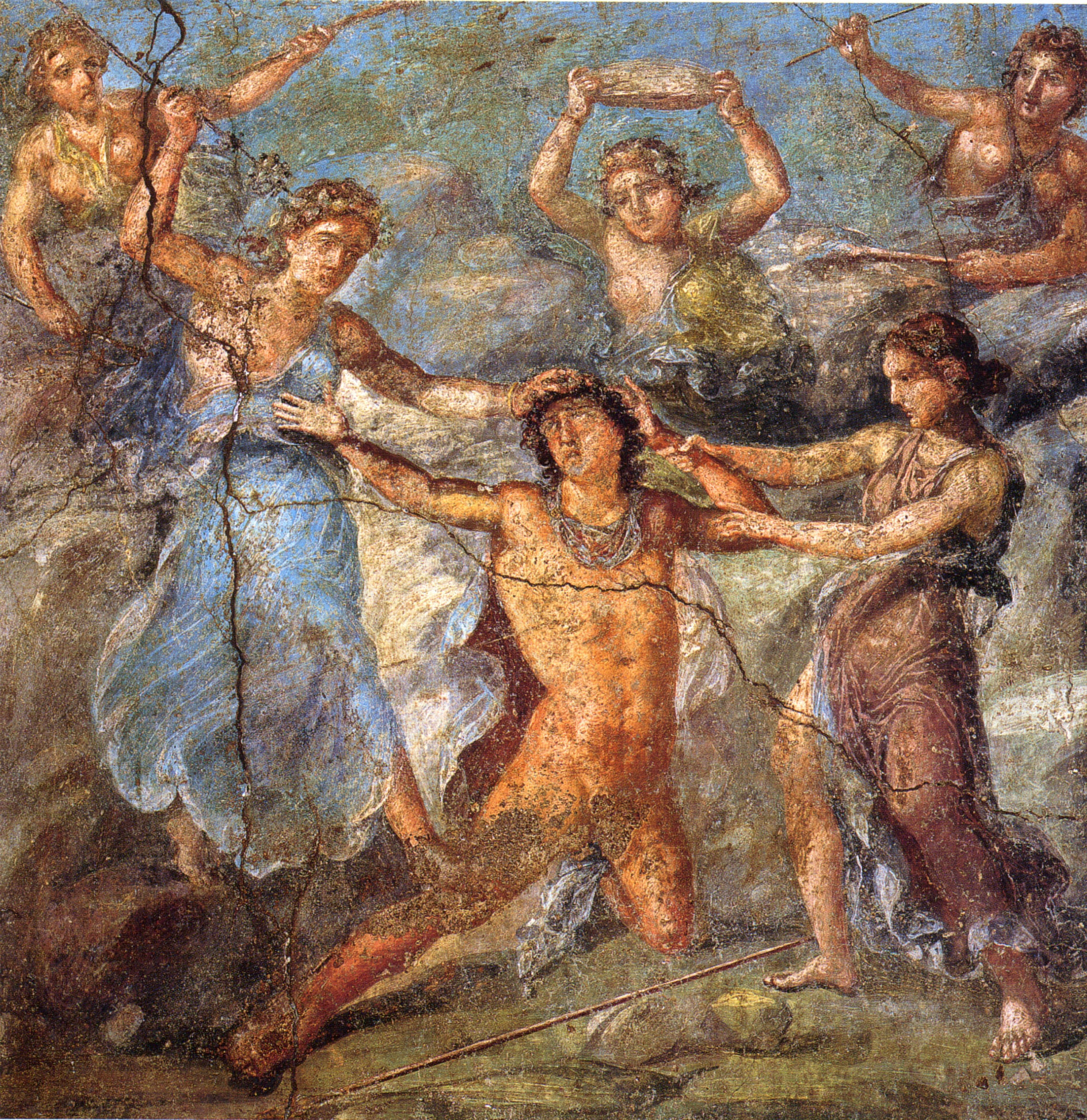
Pentheus wird von den Mänaden zerrissen; Casa dei Vettii, Pompeji

Bakchen (deutsch zumeist Bacchantinnen, vgl. Mänade und Bacchant) sind die Verehrerinnen des Gottes Dionysos (latinisiert Bacchus).
Dionysos, Sohn des Zeus und der Semele, der Gott des Weines und des Rausches, ist – in Menschengestalt – in seine Geburtsstadt Theben zurückgekehrt, um sich an deren Bewohnern zu rächen, die seine Göttlichkeit nicht anerkennen. Er lässt alle Frauen der Stadt in einen Wahn verfallen und führt sie heraus auf den Berg Kithairon – darunter auch Agaue, die Mutter des Herrschers Pentheus. Boten berichten, die Frauen lebten mit wilden Tieren und schlügen mit Thyrsosstäben gegen die Felsen, so dass Wein herausquelle. Als man sie gestört habe, hätten sie mit übermenschlichen Kräften alles zerstört, was ihnen in den Weg gekommen sei.
Ziel von Dionysos’ Zorn ist vor allem Pentheus, der entgegen dem Rat des Sehers Teiresias und seines Großvaters Kadmos beschließt, mit Waffengewalt gegen Dionysos und die Frauen vorzugehen. Das misslingt: sowohl Dionysos als auch seine Bakchen entkommen der Gefangenschaft und Dionysos und Pentheus begegnen einander.
Schließlich lässt sich der von dem Gott verblendete Pentheus dazu überreden, selbst als Frau verkleidet die Orgien zu beobachten. Wieder berichten die Boten, wie sich die beiden auf den Weg zum Kithairon gemacht hätten, wo Dionysos Pentheus auf einen Baumwipfel gesetzt habe. Dieser Beobachtungsposten wird Pentheus zum Verhängnis: die Frauen entdecken ihn und stürzen ihn herunter. Verzweifelt versucht er, sich zu erkennen zu geben, aber auch seine Mutter erkennt ihn nicht, und gemeinsam zerreißen die Frauen ihn. Agaue kehrt mit dem Kopf ihres Sohnes, den sie immer noch für den Kopf eines erlegten Berglöwen hält, nach Theben zurück und erkennt erst mit Hilfe ihres Vaters Kadmos, was sie getan hat. Nun erscheint Dionysos erstmals in göttlicher Gestalt und verkündet das Schicksal der Thebaner.

## Deutung
Der orgiastische Kult des Dionysos ist bei Euripides als eine extreme Erscheinungsform der Trance in mythischer Einkleidung dargestellt. Die Mänaden laufen nachts in die Berge, geben sich der Jagd hin, erlegen Wild, das lebendig zerrissen und roh verspeist wird. Einigen Darstellungen zufolge findet sich in der Schilderung des Verhaltens der Mänade Perversion und Umkehr des regulären Opfers und seiner Funktion. Anstelle der Polis findet das Kultgeschehen in der Wildnis statt, es wird gejagt und auf unübliche Weise getötet und aufgeteilt (also geopfert) und zudem wird das Fleisch roh gegessen. In diesem Opfer, das den Mänaden vorrangig zugeschrieben wurde, wird die implizite Zurückweisung staatlicher Opferpraxis und generell staatlicher Werte gesehen, eine alternative Form, menschliche Existenz zu erfahren. Gegenüber dieser mythisch-existenziellen Deutung betont Andreas Dorschel die profanen urbanen und politischen Aspekte des Dramas und arbeitet seine tragikomischen Züge heraus.

## Bearbeitungen

### Musikstücke
- Karol Szymanowski: Agawe. Kantate für Gesang, Chor und Orchester, op. 38, Libretto: Zofia Szymanowska (1917, bislang unaufgeführt)

### Opernfassungen
- Egon Wellesz: Die Bakchantinnen (1928–1930). Oper in 2 Akten. Libretto und Musik von Wellesz (op. 44). UA 20. Juni 1931 Wien
- Giorgio Federico Ghedini: Le Baccanti (1941–1944). Oper in einem Prolog und 3 Akten (5 Bildern). Libretto: Tullio Pinelli. UA 21. Februar 1948 Mailand (Teatro alla Scala)
- Hans Werner Henze: The Bassarids (Die Bassariden) (1964/65). Opera seria in einem Akt mit Intermezzo. Libretto: Wystan Hugh Auden und Chester Kallman. Deutsche Fassung: Helmut Reinold und Maria Bosse-Sporleder. UA 6. August 1966 Salzburg (Großes Festspielhaus; Regie: Gustav Rudolf Sellner; Bühnenbild und Kostüme: Filippo Sanjust; Dirigent: Christoph von Dohnányi). Neufassungen:
  - The Judgement of Calliope (Das Urteil der Kalliope; 1991). Ein Satyrspiel (= aus den Bassariden herausgelöstes Intermezzo). UA 29. Oktober 1997 Gießen (Stadttheater; Regie: Guy Montavon; Ausstattung: Mark Väisänen; Dirigent: Michael Hofstetter)
  - Die Bassariden (1992). Musikdrama in einem Akt (ohne Intermezzo)
- Daniel Börtz: Bacchanterna. Oper in 2 Akten. Libretto: Ingmar Bergman (nach der schwedischen Bakchen-Übersetzung von Jan Stolpe (geboren 1940) und Göran O. Eriksson (1929–1993)). UA 2. November 1991 Stockholm (Königliche Oper; Regie: Ingmar Bergman)
  - Verfilmung fürs Fernsehen (1993; Regie: Ingmar Bergman)
- John Buller: Bakxai (The Bacchae). UA 1992 English National Opera, Dirigent: Martin André.

### Verfilmung
- Die Bacchantinnen (1960). Film. Drehbuch: Giorgio Stegani, Giorgio Ferroni. Regie: Giorgio Ferroni. Musik: Mario Nascimbene

### Performance, neue Übersetzung
- Dionysus in 69. Theaterperformance. Regie: Richard Schechner. UA 1969 New York City (Performance Group)
- Raoul Schrott: Bakchen. Buchausgabe: Hanser, München 1999. UA 2000 Wien (Burgtheater; Regie: Silviu Purcărete)
- Anthropolis I: Dionysos. Theaterproduktion. Regie: Karin Beier. Deutsches Schauspielhaus, Hamburg 2023

### Ausgaben
- Robert Yelverton Tyrrell (Hrsg.): Euripidou Bakchai. The Bacchae of Euripides. With a Revision of the Text and a Commentary. Macmillan, London 1892.
- August Nauck (Hrsg.): Euripidis Tragoediae. Bd. 1, Teubner, Leipzig 1854, 3. Aufl. 1871 Digitalisat

### Übersetzungen
- Bakchen. Übersetzt von Kurt Steinmann. Insel Taschenbuch, Frankfurt a. M. & Leipzig 1999, ISBN 3-458-34237-0
- Die Bakchen / Hippolytos. Übersetzt von Hans von Arnim. Fischer Bücherei, Frankfurt a. M. 1960 (Exempla Classica 14)
- Die Bakchen. Übersetzt von Oskar Werner. Reclam, Ditzingen 1998. ISBN 978-3-15-000940-6
- Bacchae. Zweisprachige Ausgabe englisch-griechisch. Übersetzt und kommentiert von Richard Seaford. Aris & Phillips, Warminster 1996, ISBN 0-85668-608-5 (beste verfügbare kommentierte Übersetzung)

### Sekundärliteratur
- Bernhard Gallistl: Teiresias in den Bakchen des Euripides. Diss. Zürich 1979
- Gyburg Radke: Tragik und Metatragik – Euripides’ Bakchen und die moderne Literaturwissenschaft. De Gruyter, Berlin 2003, ISBN 978-3110180220.

## Belege
1. ↑  Louise Bruit Zaidman / Pauline Schmitt Pantel: Die Religion der Griechen. Kult und Mythos. Beck Verlag, München 1994, S. 178.
2. ↑  Andreas Dorschel: Mit Entsetzen Scherz. Die Zeit des Tragikomischen. Meiner, Hamburg 2022, S. 79–105.